# Lygosoma frontoparietale
Lygosoma frontoparietale är en ödleart som beskrevs av  Taylor 1962. Lygosoma frontoparietale ingår i släktet Lygosoma och familjen skinkar. IUCN kategoriserar arten globalt som otillräckligt studerad. Inga underarter finns listade i Catalogue of Life.